# Galaxias Antennae
Las Galaxias Antennae o Antena son dos galaxias interactuando en la constelación de Corvus. Fueron descubiertas en 1785 por William Herschel.
Las galaxias Antennae (NGC 4038 y NGC 4039; Arp 244 en el Atlas de galaxias peculiares de Halton C. Arp) forman parte del Grupo de NGC 4038 junto con otras cinco galaxias. Están experimentando una colisión galáctica y reciben el nombre de Antennae o Antena por las largas líneas de estrellas, gas y polvo que son resultado de la colisión, y que recuerdan las antenas de un insecto. Los núcleos de ambas galaxias se están uniendo para formar una supergalaxia, probablemente una galaxia elíptica o espiral mientras que las colas acabarán por romperse e independizarse formando galaxias satélite menores. 
Las dos galaxias espirales empezaron a unirse hace unos cientos de millones de años -calculándose que se han producido dos brotes estelares en ellas: uno hace 600 millones de años, y otro el actual- por lo que las galaxias Antennae son el ejemplo más cercano y más temprano de dos galaxias en interacción. Casi la mitad de los objetos en las Antennae son jóvenes cúmulos estelares (no pocos super cúmulos estelares), incluyendo algunos ocultos por el polvo interestelar y solo detectables en infrarrojo, resultado de esta colisión. Los núcleos, de color más brillante a ambos lados del centro, están formados principalmente por estrellas más viejas y están atravesados por filamentos de oscuro polvo interestelar de color pardo. Las zonas de formación estelar, rodeadas de resplandeciente gas hidrógeno, están representadas en la imagen en color rosa. 
Las Antennae son muy ricas en gas, con una masa total estimada en 1,9*1010 masas solares (1,5*1010 masas solares de hidrógeno molecular y 4*109 masas solares de hidrógeno neutro); aun así, se piensa que el brote estelar que está teniendo ahora lugar en ellas es relativamente modesto y que el más potente tendrá lugar en el futuro, cuando las dos galaxias acaben por fusionarse completamente, concentrándose todo el gas en un área muy pequeña, disparándose la formación estelar, y convirtiéndolas en una galaxia infrarroja ultraluminosa. 
En 2004 se observó una supernova, SN 2004gt, en NGC 4038. Otra supernova (la SN 2007sr) aparecida en 2007 ha permitido recalcular la distancia a la que se halla el par, obteniéndose una de 22,3±2,8 megapársecs (alrededor de 70 millones de años luz), la pensada originalmente y muy superior a las que se ha obtenido mediante el estudio de las gigantes rojas más brillantes (alrededor de 43 millones de años luz).